# Al-Asifa
Al-Asifa (arab. العاصفة, dosł. burza) – zbrojne skrzydło palestyńskiego al-Fatahu. 

## Historia
Grupa powstała w 1963 roku. Al-Asifa tworzyła oddziały partyzanckie atakujące terytoria kontrolowane przez Izrael. Pierwszą akcją wojskową grupy było wysadzenie izraelskiej stacji pomp, akcja miejsce miała w 1964 roku. 21 marca 1968 roku fedaini stoczyli bitwę z wojskami izraelskimi w Al-Karamie. Bitwa skończyła się sukcesem propagandowym Palestyńczyków. Pomimo izraelskiej przewagi fedainom udało się doprowadzić do wycofania się wojsk izraelskich z miejscowości. Zwycięstwo okupione zostało życiem połowy bojowników Al-Asify. Partyzanckie sukcesy umożliwiły objęcie przez al-Fatah przewodniej roli w Organizacji Wyzwolenia Palestyny (OWP).